# Stereohypnum camptorhynchum
Stereohypnum camptorhynchum là một loài Rêu trong họ Hypnaceae. Loài này được (Hampe) M. Fleisch. miêu tả khoa học đầu tiên năm 1908.